# 新天站 (武汉地铁)
新天站位于中华人民共和国湖北省武汉市蔡甸区，是武汉地铁4号线的地铁车站。

## 车站结构
车站位于汉阳大道与规划道路交叉口，沿汉阳大道东西向跨路口布置。设置4个出入口、2组风亭、1个疏散出入口。车站为地下两层岛式车站，其中地下一层为站厅层，地下二层为站台层。车站主体结构外包总长217.0m，总宽22.7m（有效站台中心处），站台计算长度118m，站台宽14m。

### 楼层分布
| 地面     | 地面               | 出入口                               |  |  |
| 地下一层 | 站厅               | 售票机、客服中心、武漢通充值、洗手間 |  |  |
| 地下二层 |                    | █ 4号线 往柏林（集贤）               |  |  |
|          | 岛式站台，左侧开门 |                                      |  |  |
|          |                    | █ 4号线 往武汉火车站（黄金口）       |  |  |

### 车站出口
|                                                 |      |      |  |
| 出口編號                                        | 設施 | 照片 |  |
| A                                               |      |      |  |
| B                                               |      |      |  |
| C                                               |      |      |  |
| D                                               |      |      |  |
| 注： 設有升降機 \| 設有輪椅升降台 \| 設有洗手間 |      |      |  |

## 鄰近地點
恒大绿洲、新天小区等。

## 运营信息
- 4号线首末班车时间

### 内部链接
- 武汉地铁车站列表